# New World Computing
New World Computing, Inc. – producent gier komputerowych założony w 1984 roku przez Jona Van Caneghema i Marca Caldwella. Studio wyprodukowało cykl komputerowych gier fabularnych, pt. Might and Magic oraz serię gier strategicznych Heroes of Might and Magic. Spółka została wykupiona przez 3DO w 1996 roku. W 2002 roku doszło do zwolnień wśród pracowników New World Computing, a następnie przedsiębiorstwo zostało zamknięte. Prawa do marki Might and Magic zostały kupione przez Ubisoft.